# Termity

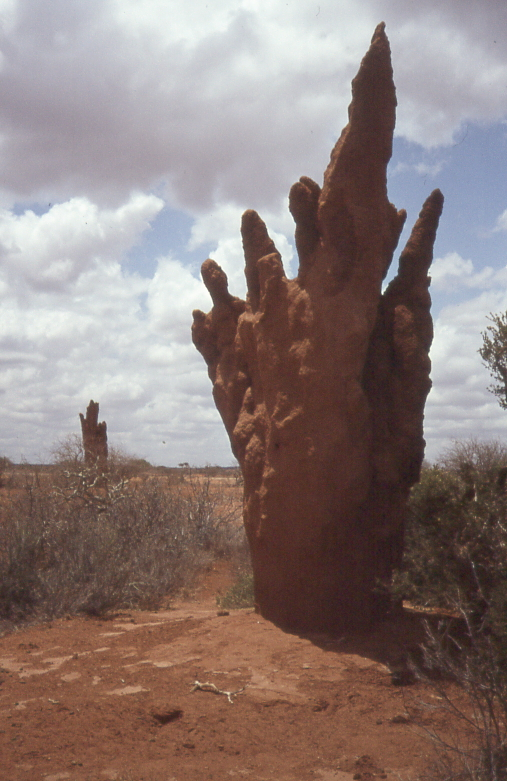
Termitiera w Somalii

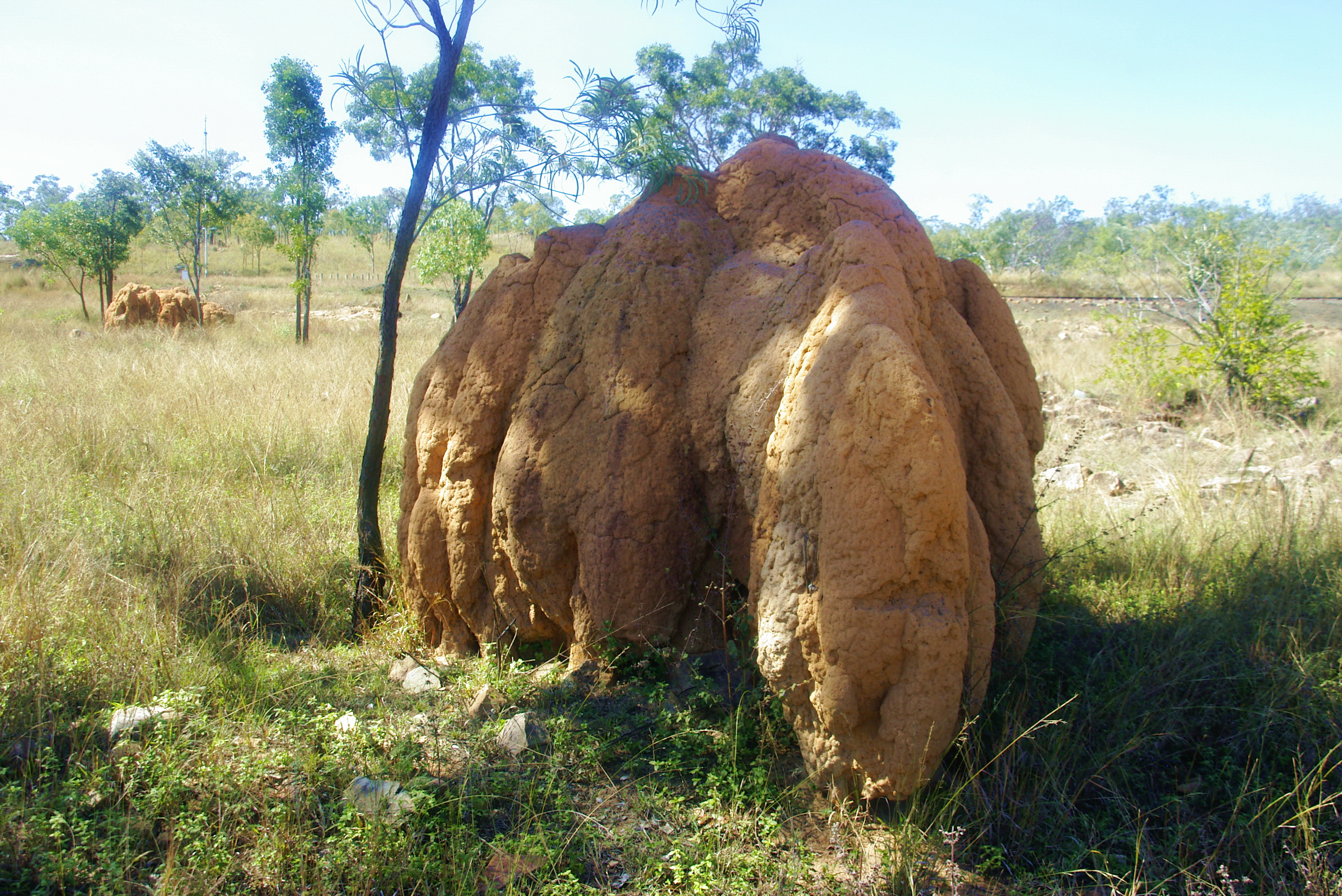
Termitiera w Queensland, Australia

Termity (Isoptera, Termitoidae) – infrarząd (lub alternatywnie epirodzina) owadów społecznych z rzędu karaczanów.
Nazwa Isoptera jest połączeniem gr. iso- czyli równy, i -ptera, czyli skrzydła – co oznacza równoskrzydłe owady dorosłe (w przeciwieństwie do mrówek, których formy uskrzydlone mają przednią parę skrzydeł większą od drugiej pary skrzydeł). Przechodzą przeobrażenie niezupełne. Termity mają aparat gębowy gryzący. Typowa wielkość termita waha się od 4 do 11 mm długości.
Termity były niegdyś klasyfikowane jako odrębny rząd od karaczanów, ale ostatnie badania filogenetyczne wskazują, że wyewoluowały one z karaczanów, ponieważ są głęboko zagnieżdżone w grupie i stanowią grupę siostrzaną dla żywiących się drewnem karaczanów z rodzaju Cryptocercus. Wcześniejsze szacunki sugerowały, że dywergencja miała miejsce w okresie jurajskim lub triasowym. Nowsze szacunki sugerują, że pochodzą one z późnej jury, a pierwsze zapisy kopalne pochodzą z wczesnej kredy.
Przystosowaniem termitów do odżywiania się drewnem są występujące w układzie pokarmowym, rozkładające celulozę, pierwotniaki.

## Życie społeczne
Termity są morfologicznie nieskomplikowanymi owadami w przeciwieństwie do ich skomplikowanego życia społecznego. Wyróżnia się trzy główne kasty termitów. Kasta reprodukcyjna obejmująca samca i samicę, czyli królową i króla, jak również wspomagające rozwój kolonii płciowe formy pierwszego i kolejnych stopni (pochodzące od płciowych form robotnic). Największą kastę stanowią robotnicy i robotnice wykonujące prace od karmienia larw po budowę i zabudowę kanałów komunikacyjnych i dostarczanie pokarmu. Trzecia kasta składa się z żołnierzy. W pewnych warunkach robotnice i robotnicy mogą przekształcić się w formy płciowe. Możliwa jest też sytuacja odwrotna. Czas życia typowej robotnicy waha się od 1 roku do 4 lat.
W jednej kolonii termitów może mieszkać kilka milionów osobników. Królowa termitów może dożyć nawet 50 lat.

## Termitiery

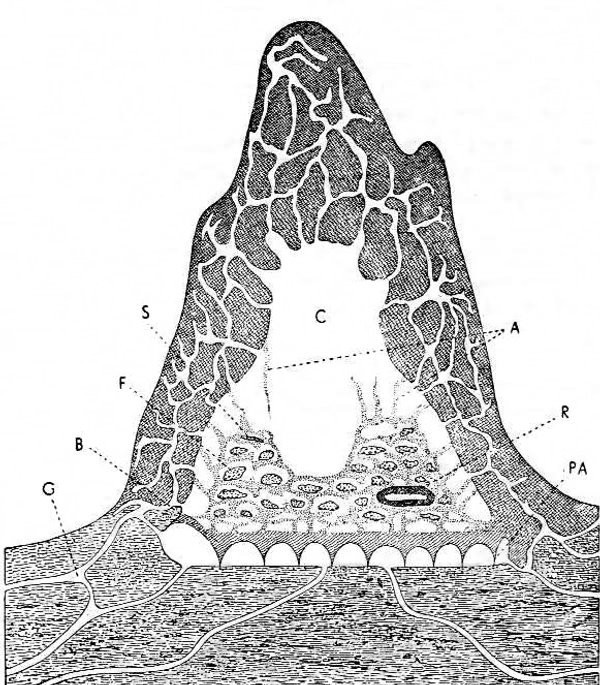
Przekrój termitiery

Niektóre gatunki termitów budują imponujące gniazda zwane termitierami.
Wszystkie termity są mobilne przez okres swojego życia w związku z czym w termitierze nie ma miejsca, które można określić jako centrum kolonii termitów. Podobnie jak u mrówek jajka i larwy są przenoszone w różne miejsca termitiery. Termity drążąc w ziemi długie kanały podążają za gradientem zawartości wilgoci podobnie jak korzenie drzew, czy też wzdłuż elementów budynków, czy nawet korzystając ze szczelin muru budując zamknięte kanały dla utrzymania odpowiedniej wilgotności.

## Odżywianie
Termity żywią się w większości drewnem, niektóre gatunki hodują grzyby i żywią się nimi.
Termity są często plagą w nowo wybudowanych osiedlach mieszkaniowych wybudowanych na terenach stanowiących wcześniej środowisko termitów. Drewno, z którego budowane są domy staje się nowym źródłem pożywienia. Najchętniej zjadają miękkie drewno. Rzadziej pożywiają się drewnem takich drzew jak cyprys czy jałowiec, jednakże nie ma takiego drewna, którego zastosowanie gwarantowałoby to, że termity nie zechcą go skonsumować. W badaniach nad preferencjami żywieniowymi termitów wykazano, że kolejność z jaką dobierają się termity do źródła celulozy jest następująca: czysta luźna celuloza, bibuła i papier, tektura, miękkie drewno, twarde drewno. Termity przetwarzają celulozę na pokarm za sprawą wiciowców Devescovina i bakterii (krętków Pillotina) żyjących w ich organizmach. Do przetrwania termity potrzebują drewna, wilgoci i ciepła. Termity szybko wysychają, gdyż mają cienką „skórę”. Jedynie owady uskrzydlone są bardziej odporne na brak wilgoci.

## Typy termitów
Wyróżnia się dwa główne typy termitów:

### Termity drewniane
Termity żyjące tylko w drewnie należą do bardziej prymitywnych. Tworzą kolonie w wydrążonych tunelach wewnątrz martwych konarów i pni drzew. Z tego względu kolonie tego typu termitów rzadko mają więcej jak kilka tysięcy osobników. Gdy zużyją całe drewno i nie mają dostępu do nowych zasobów drewna, kolonia ginie. Podział kastowy u tych termitów jest prostszy. Żołnierze o pomarańczowych głowach i silnych szczękach bronią kolonii przed intruzami. Zamiast zwykłych robotników i robotnic występują tak zwani fałszywi robotnicy i robotnice, będący zatrzymaną w rozwoju formą płciową wspomagającą królową i króla w wychowaniu młodych termitów. Wiele z tych fałszywych robotnic i robotników przekształca się w dorosłą skrzydlatą postać i w odpowiednim czasie odlatuje w celu założenia nowej kolonii.

### Termity potrafiące budować tunele poza drewnem
Najwięcej jest gatunków termitów potrafiących budować tunele poza drewnem. Zdolność budowania tuneli pozwala na odnajdywanie wielu źródeł pożywienia, a w związku z tym liczebność ich kolonii waha się między setkami tysięcy a wieloma milionami osobników. U tych termitów istnieje kasta prawdziwych robotnic i robotników, które nie przekształcą się w formę płciową. Kasta żołnierzy może posiadać „uzbrojenie” – szczęki o różnym kształcie. W tej grupie występują termity wyspecjalizowane w pożywianiu się na przykład trawą lub humusem zamiast drewnem.

## Systematyka
Około 3106 znanych gatunków termitów dzieli się na 12 rodzin i 19 podrodzin:

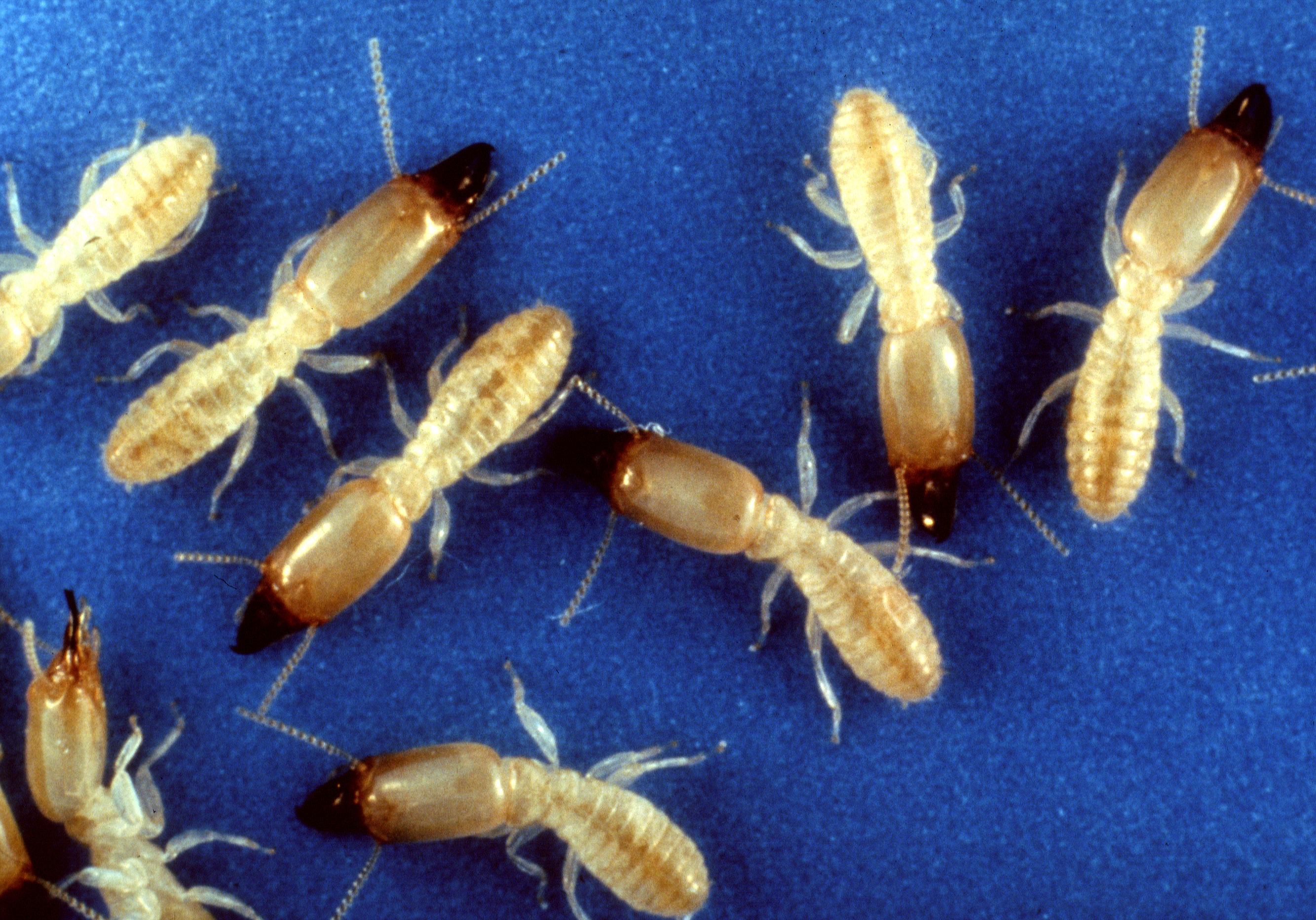
Reticulitermes flavipes

- Rodzina: †Cratomastotermitidae
- Rodzina: Mastotermitidae
- Rodzina: †Termopsidae
- Rodzina: Archotermopsidae
- Rodzina: Hodotermitidae
- Rodzina: Stolotermitidae
  - Podrodzina: Stolotermitinae
  - Podrodzina: Porotermitinae
- Rodzina: Kalotermitidae
- Rodzina: †Archeorhinotermitidae
- Rodzina: Stylotermitidae
- Rodzina: Rhinotermitidae
  - Podrodzina: Coptotermitinae
  - Podrodzina: Heterotermitinae
  - Podrodzina: Prorhinotermitinae
  - Podrodzina: Psammotermitinae
  - Podrodzina: Rhinotermitinae
  - Podrodzina: Termitogetoninae
- Rodzina: Serritermitidae
- Rodzina: Termitidae
  - Podrodzina: Sphaerotermitinae
  - Podrodzina: Macrotermitinae
  - Podrodzina: Foraminitermitinae
  - Podrodzina: Apicotermitinae
  - Podrodzina: Syntermitinae
  - Podrodzina: Nasutitermitinae
  - Podrodzina: Cubitermitinae
  - Podrodzina: Termitinae
- Rodzina: incertae sedis
  - Podrodzina: †Cretatermitinae
  - Podrodzina: †Lutetiatermitinae
  - Podrodzina: †Carinatermitinae